# 賓治酒
潘趣酒（英語：Punch），是一種特色混合飲料，軟性飲品或微酒精飲品（見雞尾酒），主要成分是果汁。美國法規將潘趣酒描述為可不含果汁飲料。

## 歷史
潘趣酒的英文名稱是來自印度拜火教徒的外來語，本名是「panj」（羅馬化：pāñc），意指「五」。由五種不同成份做成，即：亞力酒、糖、檸檬、水和茶。由英國東印度公司的水手帶回英國和介紹到其他歐洲國家。

## 雜果賓治

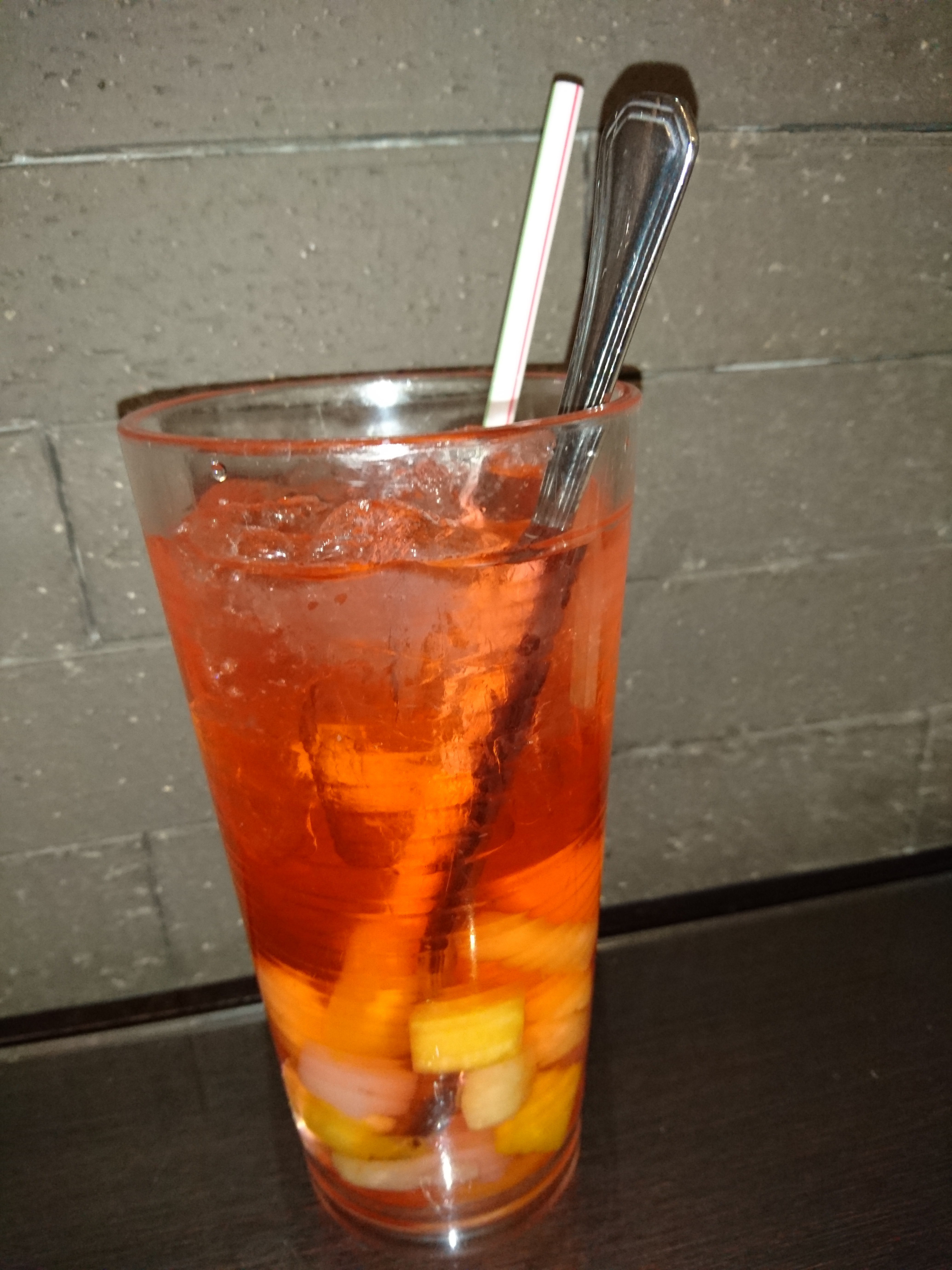
一杯雜果賓治

雜果賓治（Fruit Punch）是一種材料包括雜果（如蘋果、鳳梨、鮮橙和檸檬之類）加上糖水或七喜，有時也包含薑啤、酒或果汁的賓治酒飲品。這種飲品在香港或澳門茶餐廳、港式快餐店均常見。雜果賓治中的紅色液體是紅石榴汁，紅石榴糖水可在超市購買。